# Rotspitz (Allgäuer Alpen)
Die Rotspitz (auch Rotspitze) ist ein 2034 m ü. NHN hoher Berg in den Allgäuer Alpen.

## Lage und Umgebung
Sie erscheint durch ihre Dreiecksgestalt aus der Gegend um Sonthofen dominant. Nordöstlich des Gipfels liegt der Breitenberg (1893 m), mit dem die Rotspitz durch einen rechtwinklig nach Norden abknickenden, im Heubatspitze (2008 m) kulminierenden Grat verbunden ist. Der nach Norden ziehende Teil des Grates (die Hohen Gänge) ist das letzte Teilstück des Hindelanger Klettersteiges.
Die Schartenhöhe der Rotspitz beträgt 139 Meter hinab zum Hasenecksattel (1895 m), ihre Dominanz 1,7 Kilometer, wobei der wenig dominante Kleine Daumen der Dominanzbezug und der Große Daumen der Bezugsberg (Line Parent) ist.

## Besteigung
Auf die Rotspitz führen markierte, mit Seilsicherungen versehene Wege. Man kann den Gipfel aus dem Retterschwanger Tal entweder von Norden über den Häbelesgund, oder von Süden aus dem Gebiet der Haseneckalpe erreichen.
- Leichte Variante: Hinterstein (Parkplatz beim E-Werk) – Retterschwanger Tal bis zur gutbeschilderten Abzweigung – durch den Wald, vorbei an der Unteren und Mittleren Haseneckalm direkt auf die Rotspitz (diese Variante zieht sich im anfangs auf einer asphaltierten Straße ziemlich dahin, erfordert im letzten Teil jedoch Trittsicherheit und Kondition)

- Anspruchsvolle Variante: Hinterstein (Parkplatz beim E-Werk) – gut beschilderter Aufstieg durch den Wald und dann nordseitig (Häbelesgund) in Serpentinen direkt hinauf (dieser Anstieg erfordert absolute Trittsicher- und Schwindelfreiheit, der letzte Teil des Anstiegs ist mittels Seil gesichert, nur zu empfehlen bei Trockenheit)

- Klettersteigvariante (über den Breitenberg und die Hohen Gänge): Hinterstein (Parkplatz beim E-Werk) – langer Fußmarsch südlich an Hinterstein vorbei (auf die Beschilderung Breitenberg achten) – hinter Hinterstein Aufstieg zum Breitenberg – Untere Hütte – Obere Hütte – Breitenberg (1.893 m) – über die Hohen Gänge (Seilsicherung, Leiter) und die Heubatspitze (2.008 m) auf die Rotspitz (dieser Anstieg erfordert Kondition, absolute Trittsicher- und Schwindelfreiheit und ist nur bei Trockenheit zu empfehlen)